# 卡巴刀
卡巴刀，一種多用途戰鬥刀的品牌，由美國卡巴刀具製造公司（KA-BAR Knives, Inc）製造，是美軍的標準配備，名為USN Fighting Knife Mark II。

## 歷史
1942年，KA-BAR刀廠為美國海軍陸戰隊提供了第一批刀具，稱為1219C2戰鬥刀（1219C2 combat knife）。
1945年，美國海軍陸戰隊將其命名為「美國海軍陸戰格鬥及多用途刀」（U.S.M.C. Fighting / Utility Knife），列為基本配備。
此後，美軍其他戰鬥部隊跟隨引進此型刀具。因為需求量太大，KA-BAR刀廠授權其他公司生產類似的刀具，但它仍然被稱為卡巴刀（KA-BAR）。

## 設計
卡巴刀風格接近布伊刀，曾經被選為二十世紀最具代表性的二十把刀之一。

## 外部連結
- KA-BAR 公司官網